# Ђемано
Ђемано (итал. Gemmano) је насеље у Италији у округу Римини, региону Емилија-Ромања.
Према процени из 2011. у насељу је живело 360 становника. Насеље се налази на надморској висини од 380 м.

## Становништво
| 1951. | 1961. | 1971. | 1981. | 1991. | 2001. | 2011. |
| ----- | ----- | ----- | ----- | ----- | ----- | ----- |
| 2.181 | 1.725 | 1.173 | 970   | 1.012 | 1.053 | 1.152 |